# 마르크 뒤트루

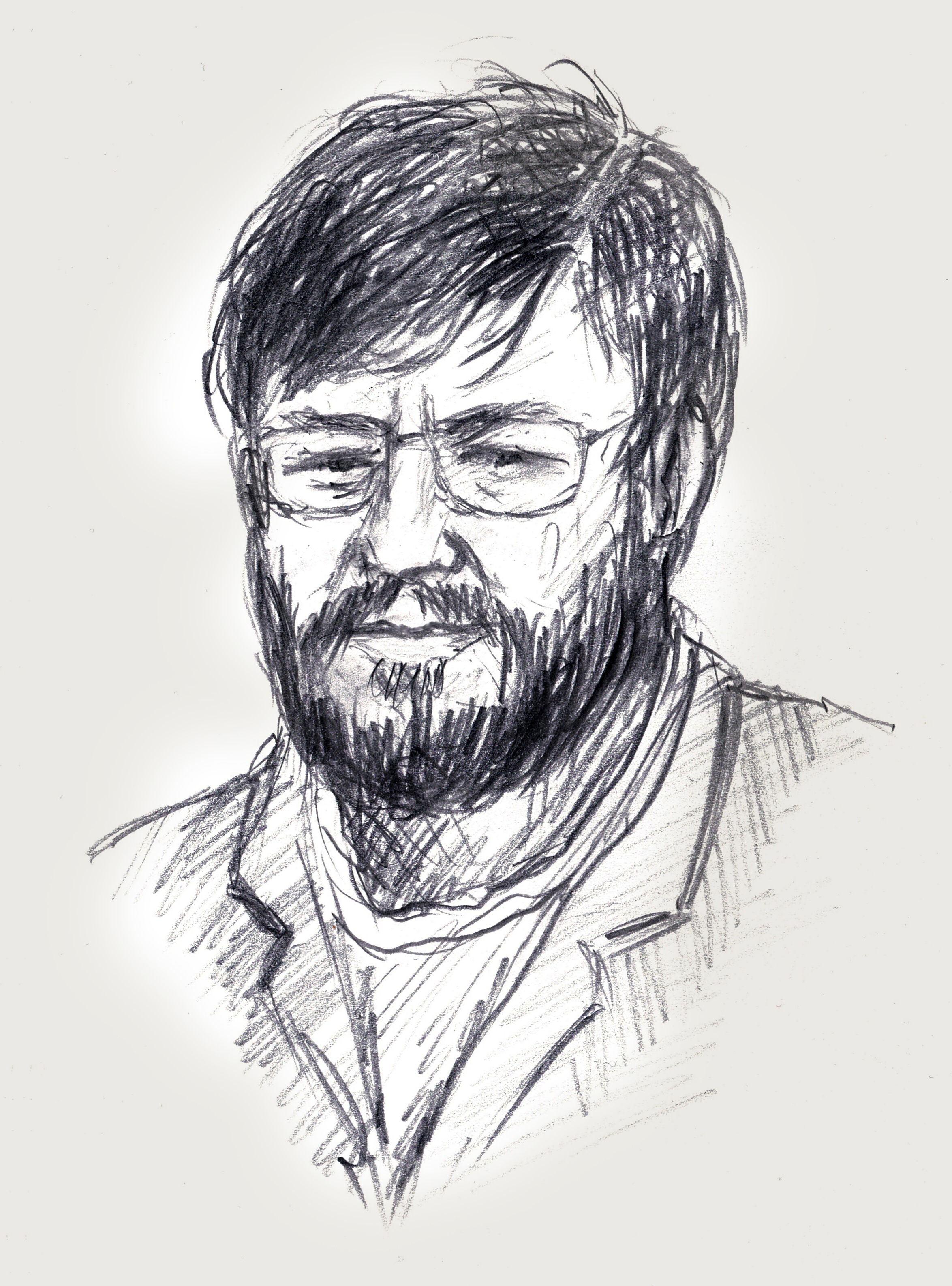

마르크 뒤트루(프랑스어: Marc Paul Alain Dutroux, 1956년 11월 6일 브뤼셀 ~ )는 1995년과 1996년에 여섯 명의 여자 어린이를 납치하여 성적으로 학대하고, 그중 네 명을 사망으로 이르게 한 벨기에의 연쇄 살인자로, "샤를루아의 괴물"(monstre de Charleroi)이라는 별명으로도 불린다. 그는 또한 공범 중 한 사람인 베르나르 와인슈타인도 살해한 혐의도 받고 있다.
1986년 5명의 어린이를 성적으로 학대한 혐의로 체포되었고, 1989년에 13년 6개월 형을 선고받았으나 1992년 가석방되었다. 이후 1995년 다시 어린이 성범죄를 저질러 재판에 넘겨졌으며, 재판을 앞둔 1998년 탈옥했으나 다시 붙잡혔다. 그 뒤 2004년 30년 형을 선고받았으며, 2013년 법원에 조기 석방을 요청했으나 거절당했다.
뒤트루 사건에 대한 불충분한 수사는 벨기에의 사법 체계에 대한 불만을 가져왔고, 벨기에의 국가적인 이슈가 되었다. 벨기에에서는 이후에도 아동 대상의 심각한 성범죄가 발생할 때마다 뒤트루 사건과 비교하여 항상 이슈화되었다.

## 공범
- 미셸 마르탱(Michelle Martin) : 피해자 6명의 납치에 가담하고, 그 중 르죈과 루소를 살해한 혐의와 양카 마코바(Yancka Mackova)를 폭행한 혐의로 금고 30년에 처해졌다.
- 미셸 르리에브르(Michel Lelièvre) : 다르덴, 마르샬, 델헤즈의 납치에 가담한 혐의와, 엑스터시를 유통한 혐의로 금고 25년에 처해졌다.
- 미셸 니울(Michel Nihoul) : 마약 유통 조직에 속한 인물로 델헤즈의 납치에 가담한 혐의로 금고 5년을 선고받고 복역 후 2006년 5월에 출소했다.
- 베르나르 와인슈타인(Bernard Weinstein) : 뒤트루에게 살해되었다.

## 주요 피해자
- 쥘리 르죈(Julie Lejeune) †
- 멜리사 루소(Mélissa Russo) †
  - 르죈과 루소는 1995년 6월 24일 납치 살해되었다. 1996년 8월 17일, 경찰의 수색으로 뒤트루의 사유지에서 이들의 사체가 발견되었다.
- 앙 마르샬(An Marchal) †
- 에폐 람브레크스(Eefje Lambrecks) †
  - 마르샬과 람브레크스는 귀가 중 오스텐더 교외에서 납치된 후 살해되었다.
- 사빈 다르덴(Sabine Dardenne) : 1996년 5월 28일 납치되어 억류되었다가 뒤트루가 체포된 후인 8월 15일 경찰의 수색으로 구조되었다.
- 라에티티아 델헤즈(Laëtitia Delhez) : 1996년 8월 9일 수영장에 다녀오는 길에 뒤트루와 르리에브르에 의해 납치되었다. 뒤트루가 체포된 뒤 다르덴과 함께 구조되었다.
- 베르나르 와인슈타인(Bernard Weinstein) † : 뒤트루의 공범 중 한 사람인 와인슈타인은 1995년 11월 실종된 후, 1996년 8월 17일, 르죈, 루소와 함께 살해된 채 발견되었다.

## 영향
- 소행성 8289는 마르샬과 람브레크스의 이름을 따 8289 앙-에폐로 이름붙여졌다.

## 같이 보기
- 무어 살인사건